# Социал-демократическая ассоциация СССР
Социал-демократическая ассоциация СССР (СДА) — межреспубликанское социал-демократическое объединение в СССР, первая в современной отечественной истории социал-демократическая органиазация. Провозглашена в июле 1989 года, учредительный съезд состоялся в январе 1990 года. В 1992 году распущена в связи с распадом СССР.

## История
20-21 мая 1989 в Москве по инициативе московского политического клуба «Демократическая перестройка» было созвано «Межгородское рабочее совещание демократических клубов социального направления».
Учредительный съезд СДА состоялся 13—14 января 1990 года в Таллине. В мае 1990 года по инициативе СДА была создана Социал-демократическая партия РФ. Председателем был избран Олег Румянцев.
Своей целью ассоциация провозгласила борьбу за «утверждение политической, экономической и социальной демократии», при этом духовной основой СДА объявлялись «идеи демократического социализма, наследия российской социал-демократии». Вскоре теоретическая целевая установка на «демократический социализм» сменилась на «общество социальной демократии», что свидетельствовало о стремлении отечественных социал-демократов ещё больше дистанцироваться от прежней коммунистической фразеологии.